# Knecht (Patrizierfamilie)

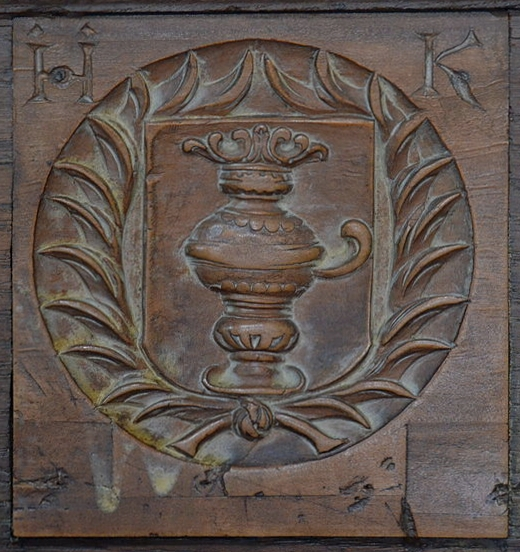
Berner Münster, Kirchenortschild Johann Jakob Knecht (um 1700)

Die Familie Knecht war eine vermutlich aus Rüeggisberg stammende Berner Patrizierfamilie, die seit spätestens 1439 das Burgerrecht der Stadt Bern besass und 1838 im Mannsstamm erlosch.

## Personen
- Johannes Knecht, des Grossen Rats 1439
- Matthäus Knecht († 1564), Kastlan zu Frutigen, Landvogt zu Wangen, Landvogt zu Ternier
- Matthäus Knecht († 1558), Landvogt zu Ternier, Landvogt zu Ripaille
- Bartlome Knecht, Schumacher, des Kleinen Rats
- Adrian Knecht (1566–1627), des Grossen Rats, Grossweibel 1595, Landvogt zu Aarwangen, Landvogt zu Wangen 1606, Venner zu Gerwern, des Kleinen Rats
- Albrecht Knecht (1665–1732), des Grossen Rats, Schultheiss zu Burgdorf 1710, Kastlan zu Zweisimmen 1728.
- Matthäus Knecht (1673–1733), Stadtarzt von Bern, Besitzer eines Landguts in Ins
- Johann Rudolf Knecht (1714–1774), Feldprediger in französischen Diensten, Pfarrer in Thun, Sigriswil und Höchstetten
- Johann Franz Samuel Knecht (1716–1771), württembergischer Hofrat und Bergrat, Salzfaktor zu Aigle 1753
- Johann Jakob Knecht († 1729), Apotheker, Schultheiss zu Büren
- Rudolf Ludwig Knecht (1781–1838), ultimus, Postsekretär

## Wappen
In blau ein goldenes Trinkgefäss (Kopfbecher).